# Tecnam

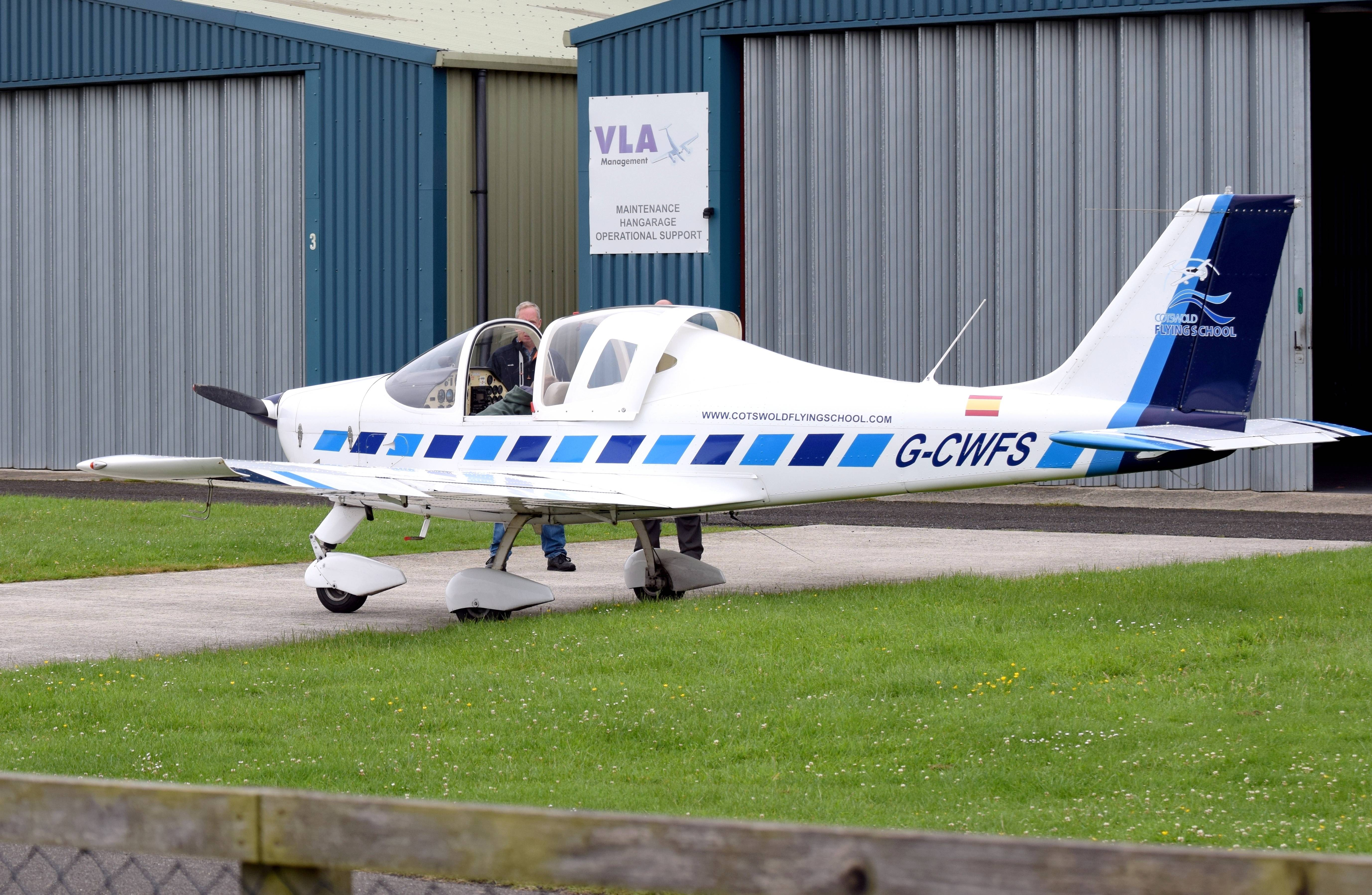
Tecnam P2002 Sierra

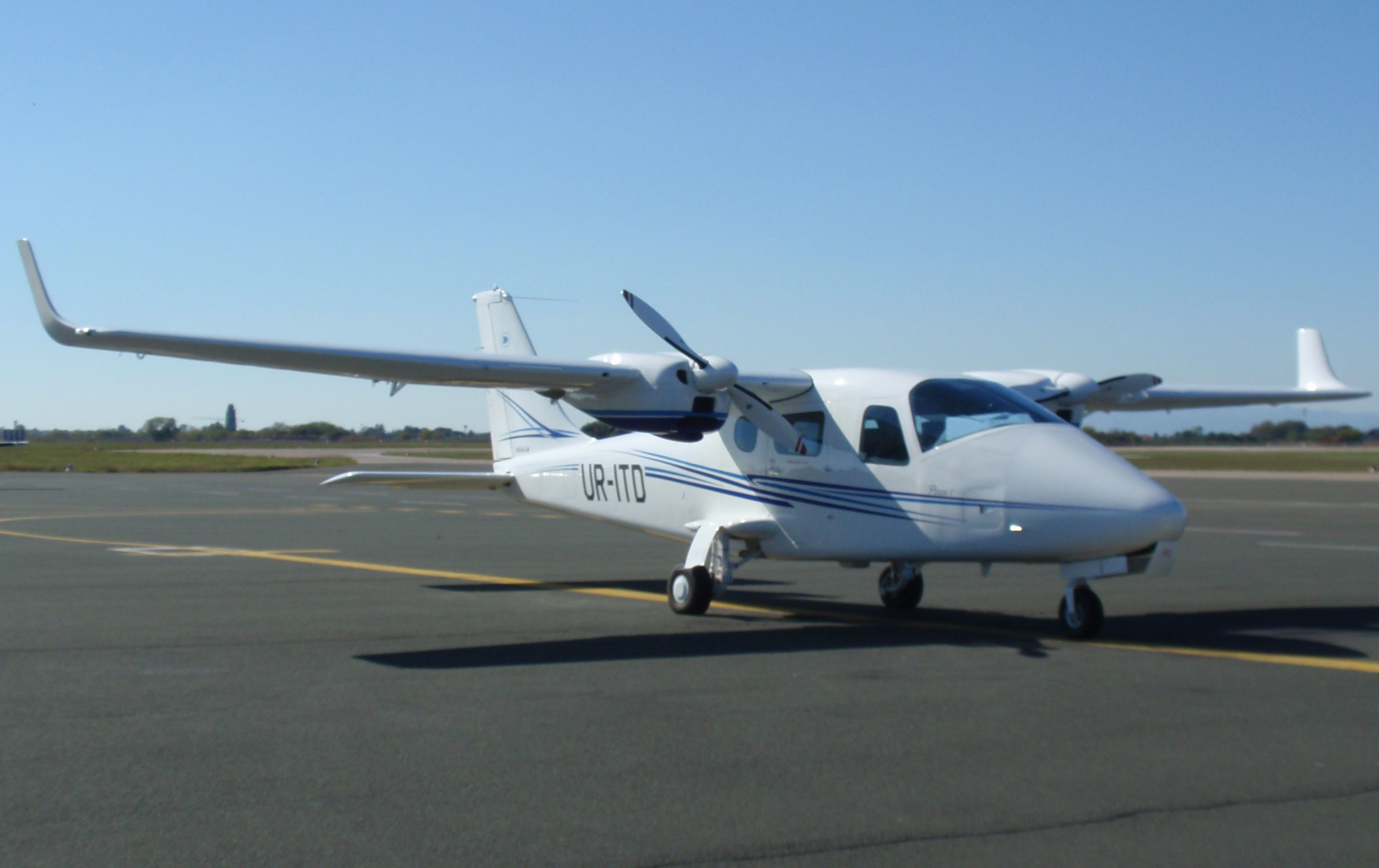
Tecnam P2006T

Costruzioni Aeronautiche Tecnam és una empresa aeronàutica italiana fundada el 1986. Les seves activitats inclouen la fabricació de components per a altres empreses aeronàutiques i el disseny i producció d'una gamma d'avions ultralleugers i d'aviació general.
Costruzioni Aeronautiche Tecnam compta amb dos centres de producció a Itàlia, situats al costat de l'aeroport de Nàpols-Capodichino i a Càpua. El 2015 també va obrir un centre d'entrega i suport de vendes i manteniment als Estats Units a Sebring (Florida).

## Història
L'empresa va ser fundada el 1986 pels germans Luigi Pascale i Giovanni Pascale. Inicialment l'empresa només produïa peces per a altres empreses aeronàutiques, incloent-hi Boeing i ATR. Quan el mercat d'avionetes esportives va començar a popularitzar-se van dissenyar i comercialitzar l'avioneta Tecnam P92, la primera de múltiples dissenys posteriors.

## Productes
- Tecnam P92 JS/LY
- Tecnam P92 Echo Super/Eaglet/Classic
- Tecnam P96 Golf
- Tecnam P2002 Sierra
- Tecnam P2004 Bravo
- Tecnam P2006T
- Tecnam P2008
- Tecnam P2010
- Tecnam Astore
- Tecnam P2012 Traveller